# Sensori per idrogeno
Un sensore di idrogeno è un rilevatore di gas che rileva la presenza di idrogeno. Esso contiene sensori di idrogeno a contatto vicini fra loro ed è usato per localizzare le perdite. È considerato a basso costo, compatto, durevole e facile da mantenere rispetto agli strumenti convenzionali per il rilevamento dei gas.

## Problemi chiave
Ci sono cinque problemi chiave per i rilevatori di idrogeno:
- Affidabilità: il funzionamento dovrebbe essere facilmente verificabile .
- Prestazioni: Rilevamento dello 0,5% di idrogeno in aria o meglio
- Tempo di risposta < 1 secondo.
- Durata: almeno il tempo tra due manutenzioni programmate.
- Costo: Obiettivo è di $5 ( circa 5,8 euro) per i sensori e $30 (circa 35,1 euro) per i controllori.

## Ulteriori caratteristiche
- Copertura dello spettro di misura dallo 0,1 % al 10,0% di concentrazione
- Il funzionamento a temperature da -30 °C a 80 °C
- Precisione entro il 5% del totale
- Capacità di funzionare in un ambiente in cui l'aria ha un'umidità che va dal 10% al 98%.
- Resistenza agli idrocarburi ed altre interferenze.
- Durata della vita superiore ai 10 anni